# Atomopteryx caelodactyla
Atomopteryx caelodactyla là một loài bướm đêm trong họ Crambidae.